# Buffalo River (Ostkap)

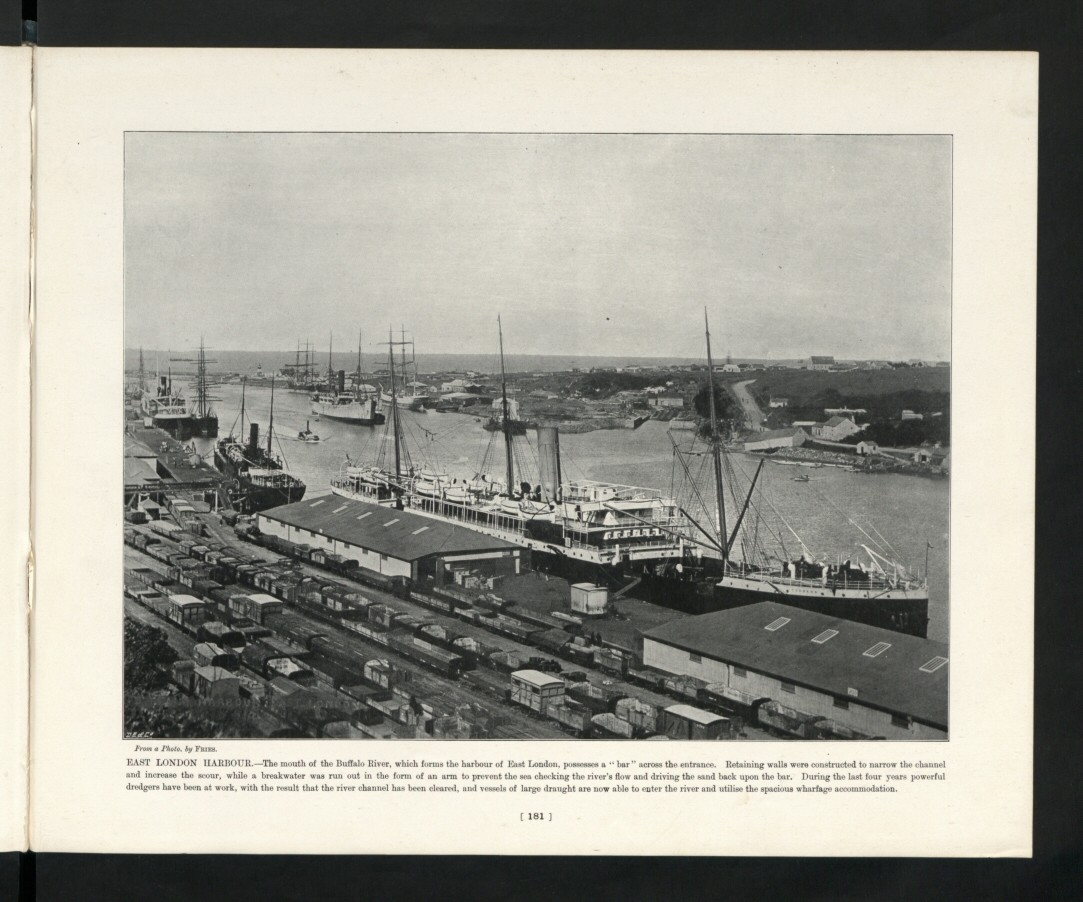
Historische Ansicht des Hafens von East London in der Mündung des Buffalo Rivers

Der Buffalo River (englisch Buffalo River, afrik. Buffalorivier) ist ein Fluss in der südafrikanischen Provinz Eastern Cape. Er ist etwa 133 Kilometer lang und besitzt ein Einzugsgebiet von 1279 Quadratkilometern. Der Buffalo River entspringt an der südöstlichen Flanke des Mount Kempt im Isidenge-Gebirge, einem Ausläufer der Amathole-Berge. Seine Mündung befindet sich im Stadtgebiet von East London am Indischen Ozean.

## Verlauf
In seinem Quellgebiet, nordwestlich von King William’s Town, wird er von mehreren kleineren Wasserläufen gespeist. Diese Region gehört zu den waldreichsten Arealen in der gesamten Provinz Eastern Cape und heißt Pirie Forest. Die Quellen liegen auf einer Höhe von etwa 1200 Metern über dem Meeresspiegel.
Vier Wasserstauanlagen im Einzugsgebiet dienen der Trinkwasser- und Brauchwasserversorgung für die Region der Buffalo City Metropolitan Municipality. Es handelt sich um den Maden Dam und den Rooikransdam in seinem Quellgebiet, den Laing Dam bei  Zwelitsha und den Bridle Drift Dam bei Mdantsane. Die Wassergewinnung und -aufbereitung erfolgt durch den Staatsbetrieb Amatola Water, besonders für die großen Siedlungen King William’s Town, Zwelitsha, Mdantsane und East London.
Wichtige Zuflüsse sind die Wasserläufe Cwengcwe (gilt auch als Oberlauf), Mgqakwebe und der Yellowwoods River. Ferner sind es die Nebengewässer Tshoxa, Ngqokweni und Tshabo.
Sein Unterlauf windet sich als markanter Taleinschnitt in einer welligen Landschaft westlich der wirtschaftlich bedeutenden Hafenstadt East London. Unweit von ihr berührt er das Schutzgebiet Fort Pato Nature Reserve. Dieses bildet einen Teil des Waldgebietes, das sich am Südufer seines Unterlaufes bis an die Stadtgrenze von East London heranzieht.

## Hydrometrie
Die Abflussmenge des Buffalo River wurde am Pegel Farm 830, beim größten Teil des Einzugsgebietes, über die Jahre 1968 bis 1978 in m³/s gemessen.

## Nutzungsformen im Einzugsgebiet
Ein großer Teil des Einzugsgebietes vom Buffalo River besteht aus Waldflächen und kaum genutztem Grasland. Deren Anteil macht 59 Prozent aus. Etwa 12 Prozent werden als landwirtschaftliche Nutzfläche durch kleine Farmen und die Forstwirtschaft bewirtschaftet. Ungefähr 12 Prozent bilden besiedelte Areale, darunter einige größere städtische Siedlungen. Etwa 17 Prozent seines Einzugsbereiches sind vom Menschen nur gering beeinflusste Gebiete und bestehen aus savannenartigem Grasland, Buschland mit Sträuchern und wenigen Bäumen, die deutliche Spuren von schädlichen Bodenerosionen aufweisen. Der Verlust von Vegetation bewirkt die Einspülung von mineralischen Schwebstoffen aus den Böden in das Gewässersystem, was zu einer signifikanten Trübung des Fließgewässers und der Senkung seiner Wasserqualität führt sowie die künstlichen Wasserreservoirs mit Schluffeinträgen, überwiegend Tonmineralen, verschlammt. Im Einzugsgebiet des Buffalo Rivers befinden sich Schichten aus Sandsteinen, Tonsteinen der Karoo-Supergruppe und Cape-Supergruppe sowie Tonböden.
Die Wasserqualität ist von der Quellregion bis oberhalb des Stadtgebietes von King William’s Town gut bis sehr gut. Ab dieser Stadt und durch weitere gewerblich geprägte Regionen im Unterlauf verschlechtert sich die Wasserreinheit.
Die Mündungszone ist beidseitig mit Kaimauern befestigt und dient als Wirtschaftshafen von East London.